# Kozma Ferenc (pedagógus)

Kozma Ferenc és családja

Kozma Ferenc (Csekefalva, 1844. február 17. – Kolozsvár, 1920. május 12.) pedagógus, művelődésszervező, publicista, a Magyar Tudományos Akadémia levelező tagja. Gyakorlati pedagógusi munkásságával és közéleti, publicisztikai tevékenységével egyaránt szűkebb pátriája, a Székelyföld és Erdély tanügyének és közművelődésének előmozdítója volt.
Kozma Mihály (1723–1798) unitárius lelkész, egyháztörténész dédunokája, Kozma Gergely (1774–1849) unitárius lelkész, drámaíró unokája, Pócs Tamás (1933) botanikus, ökológus és Pócs Éva (1936) néprajzkutató, folklorista dédapja.

## Életútja
Székely kisnemesi családban született, apai ági felmenői több generáción keresztül az Erdélyi Unitárius Egyház lelkészei voltak, apja Homoródkarácsonyfalván és Csekefalván teljesített szolgálatot. Középiskolai tanulmányait 1860-ig a székelykeresztúri, majd a kolozsvári unitárius gimnáziumban végezte. 1863-tól a kolozsvári iskolában folyó teológiai tanfolyamot végezte, s végül 1867-ben szerezte meg lelkészi oklevelét. Időközben egy éven keresztül a város szabadságon lévő unitárius lelkészét, Ferencz Józsefet helyettesítette hivatalában. 1867–1868-ban a jénai, 1868–1869-ben pedig a heidelbergi, illetve 1869 tavaszától a zürichi egyetemeken folytatott bölcseleti és pedagógiai tanulmányokat, egyúttal beutazta a Német Birodalom és Svájc egyes vidékeit.
Hazajövetele után sikertelenül pályázta meg a kolozsvári unitárius egyházközség lelkészi hivatalát, így 1869-ben a székelykeresztúri unitárius gimnáziumban helyezkedett el mint a német és görög nyelv valamint a klasszika-filológia tanára. 1870-től az akkor létesített székelykeresztúri Magyar Királyi Állami Tanítóképző Intézet tanáraként oktatott magyar irodalmat, történelmet és földrajzot. 1873-ban a tanítóképző igazgatójává nevezték ki, s 1886-ig vezette az intézményt, egyúttal a pedagógia tanára volt. 1886-tól 1904-ig Kolozs vármegye tanfelügyelőjeként tevékenykedett, ezzel párhuzamosan 1892-től a kolozsvári unitárius gimnázium felügyelő gondnoka is volt.
1904-ben nyugdíjba vonult, de még 1912-ig ellátta az Eötvös-alap (a magyarországi néptanítók alapítványa) kezelésében álló kolozsvári Tanítók Házának gondnoki feladatait.

## Munkássága
Gyakorlati pedagógusi – tanári és tanítóképző-igazgatói – tevékenysége mellett vármegyei tanfelügyelőként sokat tett az iskolai tanfelszerelés-ellátottság javításáért, a teljes iskoláztatásért és a több ismeretanyagot átfogó tantervek bevezetéséért. Mindemellett a nevelés módszertani kérdéseivel is foglalkozott, több pedagógiai füzete jelent meg, egyebek mellett a rajztanítás, a népiskolai tanítás módszereiről, a szemléltetőeszközök fontosságáról a történelemtanításban stb. Élénk publikációs tevékenysége nyomán számtalan tanügyi cikke jelent meg, többek között a Keresztény Magvető, a Család és Iskola és a Kolozsvár című folyóiratokban.
Pedagógusi hivatásával párhuzamosan szerteágazó közéleti-közművelődési tevékenységet fejtett ki, hozzájárult több kisdedóvó, iskola, gyermekotthon és -menhely létesítéséhez. Szervezőmunkájának köszönhetően 1873-ban megnyílt az első székelykeresztúri önsegélyező népbank, s közreműködött a város néptanítóit – felekezeti hovatartozásra való tekintet nélkül – egyesítő első társaság létrehozásában. Részt vett a tordai Első Magyar Kulturális Egyesület, a kolozsvári székhelyű Erdélyi Múzeum-Egyesület és Erdélyi Irodalmi Társaság, a Székely Történelmi Pályadíj Alap, a Székely Mívelődési és Közgazdasági Egyesület és több jótékonysági intézmény munkájában.
Kivette a részét felekezete és egyháza közművelődési tevékenységéből is. Első alelnöke volt az 1885-ben Kolozsváron alakult unitárius Dávid Ferenc Egyletnek, s irányításával szervezték az első erdélyi unitárius püspök, Dávid Ferenc születésének négyszázadik évfordulója előtt tisztelgő jubileumi emlékünnepséget.
Szűkebb pátriája közművelődési viszonyainak javításáért nem pusztán közéleti emberként, de publicistaként is sokat tett. Több ilyen tárgyú cikke és írása mellett pályadíjat nyert a Székelyföld gazdasági és kulturális felemelkedésének lehetőségeit számba vevő, 1879-ben nyomtatásban is megjelent munkájával (A Székelyföld közgazdasági és közmívelődési állapota), amelyben a régió felzárkóztatását szem előtt tartva javító célzatú ajánlásokat tett a földbirtok-politika, a mezőgazdaság, az ipar, a kereskedelem, az oktatás- és a művelődésügy megreformálására.
Népszerűsítő munkássága szintén jelentős volt, tanulmányokban írta meg az Erdélyi Unitárius Egyház nagy alakjainak életrajzát, s nevéhez fűződik Brassai Sámuel életművének népszerűsítése is. Életrajzzal kibővítve adta ki dédapja, Kozma Mihály halottbúcsúztató beszédeinek gyűjteményét (1875), valamint nagyapja, Kozma Gergely önéletrajzát (1876). Emellett Ipolyi Arnold hatására maga is foglalkozott a magyar őshit kérdésével, népköltészeti alkotásokat és hiedelemanyagot gyűjtött a székelység körében. A székelyföldi kézművesipar általa  összeállított műszógyűjteménye kéziratban maradt.

## Társasági tagságai és elismerései
Pedagógiai és közéleti munkássága elismeréséül 1880-ban a Magyar Tudományos Akadémia levelező tagjává választották, 1894-ben pedig királyi tanácsosi címet kapott.

## Főbb művei
- A kolozsvári unitarium collegium ifjúsága olvasó és irodalmi körének multja. Kolozsvár, 1867
- Temetési alapigék : Az ó- és új testamentomból összeszedegette Kozma Mihály. Szerk. Kozma Ferenc. Kolozsvár: Stein. 1875
- Kozma Gergely unitárius pap és esperes életirata. Kolozsvár: Papp. 1876
- A Székelyföld közgazdasági és közmívelődési állapota. Budapest: Franklin. 1879 Online 
Hasonmás kiadás: Csíkszereda: Státus. 2008. ISBN 973-1764-39-9
- Mythologiai elemek a székely népköltészet- és népéletben. Budapest: Magyar Tudományos Akadémia. 1882 (akadémiai székfoglalója)
- Emlékbeszéd Fabritius Károly lev. tag fölött. Budapest: Magyar Tudományos Akadémia. 1883
- Brassai Sámuel mint aesthetikus és műkritikus. Budapest: Magyar Tudományos Akadémia. 1890
- A lelkészi hivatás jelentősége egyházi, vallási és nemzeti szempontból. Budapest, 1896

## További irodalom
- Márki Sándor: Kozma Ferenc levelező tag emlékezete. Budapest: Magyar Tudományos Akadémia. 1923. = MTA Emlékbeszédek, 18.